# My Guitar Wants to Kill Your Mama
„My Guitar Wants to Kill Your Mama“ je singl americké hudební skupiny The Mothers of Invention, vydaný v roce 1969. Skladbu napsal frontman skupiny Frank Zappa. V upravené verzi vyšla skladba i na albu Weasels Ripped My Flesh z roku 1970. Skladbu hráli také kytaristé Joe Satriani, Steve Vai a Eric Johnson při turné projektu G3 v roce 1996. Zappův syn Dweezil podle písní pojmenoval své album My Guitar Wants to Kill Your Mama z roku 1988.